# Широкое (Харцызский городской совет)
Широкое (укр. Широке) — посёлок, входит в Харцызский городской совет Донецкой области Украины. Находится под контролем самопровозглашённой Донецкой Народной Республики.

## География
В Донецкой области имеется одноимённый населённый пункт в Старобешевском районе — село Широкое.

#### Соседние населённые пункты по странам света
С: Николаевка
СЗ: Войково, Новониколаевка, Новопелагеевка, Дубовка, Золотарёвка, Садовое
СВ: Шахтное, город Зугрэс
З: Зелёное
В: Троицко-Харцызск
ЮЗ: город Иловайск, Фёдоровка, Придорожное
ЮВ: Покровка
Ю: Виноградное

## История
С 1957 года — посёлок городского типа.
В январе 1989 года численность населения составляла 1335 человек.
По состоянию на 1 января 2013 года численность населения составляла 790 человек.
С весны 2014 года в составе Донецкой Народной Республики.

## Местный совет
86790 Донецкая обл., Харцызский городской совет, пгт. Троицко-Харцызск, ул. Советская, 1.